# كاتم صوت (سلاح)
كاتم الصوت هو جهاز يوضع على فوهة السلاح الناري ويعمل على تخفيض الصوت الصادر عن إطلاق الرصاصة بشكل كبير.

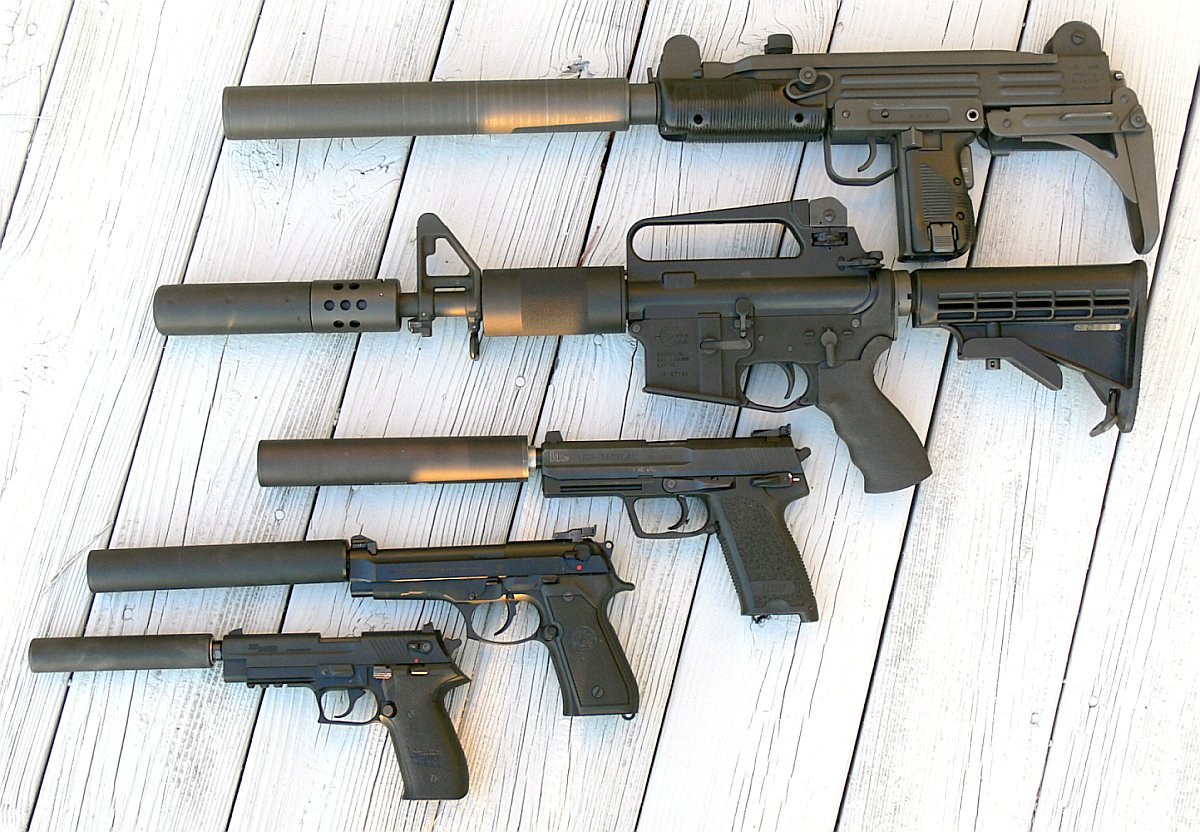
بعض الاسلحة مضافة اليها كواتم صوت

## استخداماته
يستخدم بشكل واسع في العمليات السرية للقوات الخاصة في مختلف أنحاء العالم ويستعمله أيضا القتلة المأجورون.
ولكن صوته ليس منخفضا جدا بل مسموع.
و هو مكون أساسا من مسورتين متداخلتين وبهم فتحات جانبية غير متقابلة وبينهم صوف زجاجي لأمتصاص الغازات المندفعة خلف الرصاصة ويمكن معرفة الرصاصة المنطلقة من مسدس كاتم الصوت عن طريق السد والخد الموجود على جوانب الرصاصة حيث تكون هذه الأخيرة مشوهة وغير منتظمة نتيجه احتكاكها بجدران الكاتم الدخلية
إضافة إلى استخدام هذا الاخير يقلل من مدى بعض الأسلحة.
ولكاتم الصوت فعالية كبيرة في تنفيذ العمليات السرية
و هذه بعض الاسلحة القابلة لتركيب كاتم الصوت
beretta92
sig sauer p226
dragunov
makarov
m16
akm 47